# GBEV
GBEVは、2003年1月創刊のフリーペーパー。ソニー・マガジンズ（現エムオン・エンタテインメント）刊の月刊誌、『GbM』（現在休刊）と、フジテレビ系音楽番組『ELVIS』のコラボレーション・マガジンとして誕生した。 『GbM』の休刊、 『ELVIS』の地上波からの撤退を機に独立したフリー･ペーパーとしてひとり立ち。LOW IQ 01やthe band apart、ASPARAGUSなど、めったにメディアに登場しないアーティストの連載や新作リリース記事で人気を博している。
発行日は毎月22日。TOWER RECORDSやHMVなど全国の主要レコード店、ライヴ・ハウス、リハーサル・スタジオ、楽器店、音楽系専門学校など、日本全国の約700カ所で無料配布されている。